# 胡澄 (宣德進士)
胡澄（1388年—？），字用霖，江西撫州府樂安縣人，明朝政治人物。進士出身。

## 生平
江西鄉試第一百二十八名。宣德五年（1430年）丁丑科會試第八十名，殿試登進士第三甲第三十七名。

## 家族
曾祖父胡紹卿。祖父胡仕泰。父亲胡仲政。